# Princess Princess
Princess Princess (プリンセス・プリンセス?, Purinsesu Purinsesu) è un manga comico e slice of life scritto e disegnato da Mikiyo Tsuda a partire dal 2002, che si basa sull'esperienza scolastica di tre ragazzi delle superiori.
È stato seguito da un seguito intitolato Princess Princess +, pubblicato tra il 2006 e il 2007.
Ne è stato poi tratto un anime in 12 episodi andato in onda nel 2006 e un adattamento live action (dorama) intitolato Princess Princess D in 10 puntate sempre nel 2006.
La storia ruota attorno alla vita di tre ragazzi i quali vengono scelti, per la loro particolare avvenenza, da tutti gli altri alunni del liceo che frequentano, a vestirsi come ragazze per animare un po' il monotono ambiente scolastico. Da questa base sorgono situazioni riguardanti l'esistenza personale privata ed emotiva dei protagonisti, che termina anche in avvenimenti drammatici e difficoltà da affrontare, ma sempre con una buona dose d'umorismo.

## Trama
Il protagonista, Toru Kouno, s'è appena trasferito ad appena due mesi dall'inizio dell'anno scolastico, dopo aver vissuto con la famiglia dello zio per un certo tempo, in quello che ha fama d'essere l'istituto più elitario della regione, il Fujimori.
Qui gli studenti locali hanno col tempo sviluppato una consuetudine del tutto speciale, quella cioè d'eleggere i più bei ragazzi col titolo di Principesse della scuola.
Com'è da immaginarsi Toru viene immediatamente selezionato e poi scelto (anche a causa del suo bel visetto e sguardo profondo) per essere una Hime-Principessa: si tratta d'una tradizione ormai di lunga data, creata al fine di ravvivare e diversificare l'atmosfera della vita scolastica d'ogni giorno (l'istituto è difatti esclusivamente maschile). Gli studenti, sulla base di determinate caratteristiche, vengono passati attraverso una severissima selezione e poi eventualmente scelti per essere le "Principesse" di tutti: dovranno vestirsi da ragazze e comportarsi come tali durante tutte le manifestazioni pubbliche e sportive, ma anche durante le più comuni attività quotidiane.
All'inizio della nostra storia vi sono già due principesse di questo tipo, Yuujiro e Mikoto, conosciute anche come rispettivamente la principessa occidentale ed orientale (in riferimento alla posizione in cui si trova il loro camerino privato, ad Ovest e ad Est), designati all'inizio dell'anno.
Toru viene convinto a diventare una principessa subito dopo il suo arrivo, per motivi esclusivamente veniali (vi son molti buoni sconto per il pranzo riservati alle principesse) ma poi, accettato che ebbe e proseguendo con questa sua nuova attività, scopre che la cosa è forse molto più divertente e il lavoro più piacevole di quanto avesse pensato in un primo momento.

### Il sistema delle principesse
Qualifiche necessarie: un candidato alla carica di principessa deve essere senza alcuna possibilità d'eccezione uno studente del 1º anno, questo dal momento che
- ha più tempo libero da poter dedicare al suo nuovo ruolo rispetto agli altri allievi (ha ancora molto meno da studiare)
- i loro corpi non si sono ancora pienamente sviluppati, e quindi possono senza problemi di sorta facilmente indossare abiti femminili.

Devono poi aver la più bella, brillante e carismatica personalità ed il miglior aspetto tra tutti quelli del 1º anno.
Ad ogni inizio d'anno scolastico si svolge l'elezione, e quelli con le caratteristiche migliori, e che più hanno colpito ed attratto l'attenzione degli altri, vengon scelti per essere principesse durante tutto quell'anno. Tuttavia, se uno possiede solamente un bell'aspetto attraente ma non risulta essere popolare e simpatico, quella persona non verrà certo scelta. Non è quindi solo il mero fascino estetico, ma anche la carica che riescono a trasmettere ad esser importante.
Il lavoro delle principesse sarà quello d'incoraggiare gli studenti maschi attraverso la loro affascinante presenza femminile.

#### I doveri delle principesse
I principali doveri a cui devono attenersi le principesse sono costituiti da
- devono indossare gli abiti appositamente confezionati per loro a tutte le riunioni o manifestazioni scolastiche mattutine quotidiane
- hanno il compito precipuo d'incoraggiare gli altri studenti in occasione d'importanti eventi sportivi ed applaudendo e congratulandosi calorosamente in caso di vittoria. Non è difficile difatti vincere anche la sfida più perigliosa quando un dolce sorriso e alcune parole gentili provenienti da un bel volto ti accarezzano col loro impatto positivo.
- fare il tifo durante le manifestazioni ufficiali al fine d'influenzare positivamente gli altri studenti e così aumentarne le prestazioni, sia fisiche in palestra che intellettuali in classe.

Gli studenti tenuti ad essere principesse non possono rifiutarsi d'eseguire tali incombenze in quanto compiti obbligati assegnati esclusivamente a loro.

#### Vantaggi e trattamenti preferenziali dovuti alle principesse
- quando si verifica un conflitto di priorità tra il lavoro di principesse e gl'impegni scolastici usuali, l'eventuale assenza dalla classe o la sua uscita in anticipo viene considerata come una vacanza legittima e quindi non verrà segnalata nel registro quotidiano delle presenze e non gli abbasserà la media di voto.
- ogni mese le principesse ricevono ben 30 buoni pasto ciascuno; pertanto, ogni qual volta stanno a mangiare a scuola non sono costretti a pagare
- tutti i materiali scolastici necessari di cui abbisognano (quaderni, uniformi etc) sono coperti dall'apposito "fondo per le principesse", che risulta essere il bilancio più corposo di tutta la scuola
- infine le principesse riceveranno anche molti altri profitti extra derivanti dai gadget pubblicitari messi in vendita (foto-ricordo, autografi, spillette etc) specialmente dal club di fotografia, che immortala le loro immagini e poi le rivende. Le regole richiedono tassativamente al club che i proventi in tal modo ottenuti vengano ripartiti con chi serve come modello: pertanto le principesse fino a che sono attivamente impegnate hanno una stabile e consistente entrata economica. Le foto delle principesse sono sempre ricercatissime, alla stregua di amuleti porta fortuna!

Regola finale: è tassativamente vietato fare regali privati alle principesse. In caso contrario molto probabilmente le loro stanze ne sarebbero praticamente sommerse entro brevissimo tempo.
Conclusione: è un vero onore, che durerà e sarà ricordato nel tempo, averne fatto parte!

## Personaggi

### Le tre Principesse
Toru Kouno (河野 亨?, Kōno Tōru)
Doppiatore giapponese: Jun Fukuyama
Attore: Takeru Satō
Nell'anime ha i capelli blu, è il protagonista della storia che si trasferisce in una scuola privata tutta maschile e diventa, per merito della sua folgorante bellezza, una della principesse.
Dopo l'ovvia resistenza iniziale s'abitua presto, sembra farsi anzi davvero entusiasta al riguardo, dal momento che le principesse ottengono un sacco di benefici aggiuntivi e privilegi rispetto ai comuni studenti.
I suoi genitori sono morti in un incidente stradale e da allora vive assieme ai suoi zii. Sembra esser però molto riluttante a trascorrer il tempo con la sua nuova famiglia, ché deve principalmente confrontarsi con le smanie della sua sorellastra acquisita Sayaka, la quale sembra aver per lui una malsana ossessione; quindi per evitar problemi ha cambiato istituto. Utilizza principalmente il suo lavoro come principessa per distrarsi dai problemi che ha in casa, ed effettivamente riesce di solito ad ottener molto successo trovandosi a recitar in questa nuova "realtà", quasi quanto ne ha Yuujiro.
Spesso collabora con Yuujiro per stuzzicar e far così arrabbiar Mikoto; Yuujiro dice spesso scherzando (ma non troppo) che lui e Toru sono amanti felici, anche se l'approccio romantico tra i due rimarrà in sospeso (anche se si capisce che c'è dell'altro). Egli rivelerà in un giorno festivo a Yuujiro che la sua ragazza ideale è il tipo più confortante e tranquillo, il che porta quest'ultimo ironicamente a domandargli se Akira si adatta a questa tipologia: Toru si lascia sfuggire un di sommesso
Con l'aiuto dei suoi nuovi amici riuscirà finalmente a dire alla cugina quello che prova veramente per lei, cioè che gli sembra solo una carina sorella minore e nient'altro.
Yuujiro Shihoudani (四方谷 裕史郎?, Shihōdani Yuujirōu)
Doppiatrice giapponese: Romi Park
Attore: Ray Fujita
Ha lunghi capelli biondi, è la principessa occidentale. Un ragazzo sicuro di sé che non si fa molti problemi nel farsi veder vestito da ragazza di fronte alle altre persone; un tipo ironico e con una personalità simile a quella di Shuya. Gli piace sopra ogni altra cosa stuzzicar Mikoto, perché pensa sia divertente starne ad osservar poi le reazioni inconsulte.
Egli ha preso le distanze dal resto della sua famiglia perché pensa che la madre, il patrigno (suo ex-maestro delle elementari) e il fratellastro più giovane insieme, senza di lui, rappresentino la perfetta famiglia felice: sentendosi fuori posto e non potendo discutere di questo con la famiglia, se ne sta lontano il più possibile, tornando a casa solo sporadicamente e per evenienze eccezionali.
Col progredire della storia si fa sempre più intimo di Toru, essendo questi la prima persona con cui sia mai riuscito ad aprirsi fino in fondo. I due fanno spesso quadrato contro le paure di Mikoto, o quando quest'ultimo si trova in disaccordo rispetto a qualche incombenza che venga data alle principesse. Quando Sayaka arriva improvvisamente in cerca di Toru, Yuujiro lo bacia appassionatamente sulle labbra per spaventar la ragazza e farla così scappar via.
Mikoto Yutaka (豊 実琴?, Yutaka Mikoto)
Doppiatore giapponese: Tetsuya Kakihara
Attore: Kenta Kamakari
Ha i capelli rosa-rossicci, è la principessa orientale. È sicuramente il più riluttante dei 3 nello svolger le mansioni assegnategli nella sua qualità di Princess; non gli piace molto difatti travestirsi indossando abiti femminili perché teme che la sua ragazza prima o poi ne possa venir a conoscenza, cosa questa che vuole assolutamente evitar sopra ogni altra. Ma nonostante tutto rimane abbastanza affidabile, anche se si ostina a lamentarsi per quel che si trova costretto a fare anche se poi finisce sempre in ogni caso con l'eseguir gli ordini.
La sua acuta consapevolezza e sensibilità riguardante il suo ruolo fa sì che rimanga mortificato ogni qual volta qualcun altro al di fuori dell'ambito scolastico vien a saper la verità (magari complimentandosi con lui per il suo spiccato fascino femminile). E di certo il più impulsivo ed esuberante, dimostrando sempre un sacco d'emozioni ed espressioni facciali quando si tratta di litigar con Yuujiro e Toru coalizzati contro di lui; si lancia allora in lunghi gemiti lamentosi caparbiamente rifiutandosi d'indossar abitini tutti fronzoli, con trine e merletti. E oltretutto stonato come una campana, non avendo mai cantato in vita sua prima di diventar Princess.
Si preoccupa molto delle persone che gli stanno intorno, anche se soprattutto per la fidanzata. Dimostra di saper cambiar carattere ed identità (e d'agir in modo differente dal solito) quando si trova ad aver Megumi vicino, cosa questa che fa molto divertire i suoi due amici e colleghi. Nonostante tutto il suo lamentarsi e continuo piagnucolare, alla fine però sembra anche abituarsi ai suoi doveri da Princess, tanto che per un breve momento ha avuto una fantasia di lui e Megumi entrambi vestiti in stile Gothic Lolita.
Il personaggio era già apparso in un manga precedente dell'autrice, The day of revolution. Quando è vestito da ragazza assomiglia molto alla Louise di Zero no Tsukaima. Finirà con lo sviluppar un forte quanto "pericoloso" legame con Toui.

### Consiglio studentesco
Shuya Arisada (有定 修也?, Arisada Shūya)
Doppiatore giapponese: Hiroshi Kamiya
Attore: Takumi Saitō
Presidente del consiglio degli studenti, ch'è stato anche lui stesso una Princess l'anno precedente (utilizzando principalmente un kimono come costume e dominando letteralmente l'attenzione di tutto il liceo). È una persona molto fiduciosa nelle sue capacità, un autentico leader (l'intero consiglio difatti lo sostiene fedelmente e lo aiuta) e stratega perfetto. Buono ma fermo, coi suoi piani infallibili riesce sempre a trar qualche beneficio e vantaggio per le attuali Princess. Non tollera esser contraddetto e può anche, sempre che lo voglia, risultar molto intimidatorio quando parla con la gente; va avanti seguendo i suoi propositi a prescinder da tutto. Sempre molto abile nelle mansioni che svolge: è fermamente convinto del fatto che non vi sia assolutamente nulla di male nel sistema Princess.
Koshino Masayuki (越廼 将行?, Koshino Masayuki)
Doppiatore giapponese: Kousuke Toriumi
Attore: Shōta Minami
Vice presidente. E molto forte, nessuno riesce mai a batterlo a braccio di ferro.
Harue Wataru (春江 渉?, Harue Wataru)
Doppiatore giapponese: Takuma Terashima
Attore: Haruhiko Satō
Tesoriere, è addetto alla contabilità. Molto bravo in matematica, può risolvere difficilissime equazioni a mente.
Takahiro Tasadu (糺 孝弘?, Tadasu Takahiro)
Doppiatore giapponese: Eiji Miyashita
Attore: Hiroshi Yoshihara
Segretario, ha una capacità davvero impressionante di velocità e destrezza di mano. Voleva esser Princess ma non c'è riuscito.

### Altri
Akira Sakamoto (坂本 秋良?, Sakamoto Akira)
Doppiatore giapponese: Soichiro Hoshi
Attore: Osamu Adachi
Ha i capelli verdognoli, è un ragazzo davvero gentile e bonario. compagno di Toru e rappresentante di classe; è un membro molto rispettato della scuola, a causa anche della venerazione che si tramanda nei riguardi del fratello, oltre che per l'eccellenza del suo rendimento scolastico e per il suo buon carattere: ma ciò lo fa sentire a disagio fino a farsene un problema. Perciò tutti gli studenti s'inchinano quando lo vedono, anche se lui sembra esser un po' intimidito da tanta reverenza. Per tutte queste ragioni è stato scelto da Shuya per esser il prossimo presidente del consiglio degli studenti (perciò Akira lo segue spesso per imparar da lui): in più di un'occasione ha dimostrato aver grandi qualità di leadership. Generalmente si sottovaluta.
Tutti i 5 membri della sua famiglia hanno la caratteristica peculiare d'esser molto belli (di fattezze androgine). In passato Akira era stato considerato come l'unica persona nella media rispetto a genitori, fratello e sorella; per un po' s'è pure visto come indegno d'appartener alla sua famiglia, come fosse fuori posto. Quando però scoprirono l'origine di queste sue preoccupazioni, venne ben presto rassicurato sul fatto che tutti fossero davvero orgogliosi di lui, facendogli respinger tali sciocche idee.
Il fratello maggiore e la sorella spesso litigano tra loro per attrarre la sua attenzione (la loro famiglia è protagonista d'una delle opere precede di Tsuda, "Family Complex")
Kaoru Natasho (名田 庄薫?, Natashō Kaoru)
Doppiatore giapponese: Anri Katsu
Attore: Kōhei Yamamoto
Studente del 3º anno laureando in economia domestica, è lo stilista talentuoso che disegna tutti gli abiti che poi indossano le principesse. Risulta esser autenticamente ossessionato da questo compito che s'è prefisso, mostrando sempre un sacco d'entusiasmo al riguardo: è stato pluripremiato in vari concorsi di moda nazionali per tutti i costumi che ha progettato. Ma quando si tratta delle principesse, viene colpito da ispirazione e si lascia trascinare come un invasato ha sempre idee per la creazione di nuovi costumi.
Facilmente influenzabile, a volte in modo un po' troppo esagerato; è un fan dello stile Gothic Lolita
Harumi Sakamoto (坂本 春海?, Sakamoto Harumi)
Doppiatore giapponese: Kenji Nojima
Fratello maggiore di Akira ed ex-studente del Fujimori, conosciuto da tutti coloro che lo frequentavano come Sakamoto-sama a causa della sua fulgida bellezza (epiteto che il fratello minore ha ereditato). Ritorna alla scuola durante il festival culturale per aiutare il consiglio studentesco a raccogliere fondi. È di solito molto freddo anche se sorride sempre; tuttavia, in presenza del fratello (a cui è molto affezionato), diventa completamente emotivo fino al punto da commuoversi facilmente fino alle lacrime (cosa questa che Toru e Yuu fanno accidentalmente notare ad Akira durante la visita a casa loro)
Megumi Yoshikawa (吉川 恵?, Yoshikawa Megumi)
Doppiatrice giapponese: Junko Takeuchi
Conosciuta come Megumi-san a causa della sua maggiore età rispetto a Mikoto, di cui è fidanzata ufficialmente. Ha un cuore attento e non è del tutto sicura dei sentimenti di Mikoto verso di lei (una volta sospettò ci potesse esser qualcosa tra lui e le altre due Principesse). Ma in conclusione la coppia sembra aver un ottimo feeling e comprensione reciproca: per esempio quando Megumi scopre che il fidanzato è una delle principesse gli assicura che questo non è affatto un problema, in quanto lei lo amerà sempre in qualunque forma egli si voglia mostrar.
Ha un effetto molto importante sulla personalità del ragazzo, essendo in grado d'elevar il suo spirito quando questi si sente depresso e demoralizzato. Allo stesso modo, quando lei ha vicino Mikoto si sente felice e si capisce bene che entrambi godono della reciproca compagnia. Come notato da Mikoto nel 5º episodio dell'anime, a Megumi sembra non piaccia truccarsi perché pensa che al naturale sia molto più carina (difatti per lui è bellissima a prescindere da ciò). Megumi è il personaggio principale della serie precedente "The day of Revolution", con Makoto e Mikoto come personaggi secondari.
Makoto Yutaka (豊 麻琴?, Yutaka Makoto)
Doppiatrice giapponese: Risa Hayamizu
Sorella maggiore di Mikoto, ha lo stesso temperamento ma una personalità diversa rispetto al fratello. Lei è difatti molto forte caratterialmente e non fa mai marcia indietro quando s'è messa in testa una cosa soprattutto quando questo riguarda Mikoto.
Ironia della sorte, mentre il fratello sembra più femminile in apparenza, lei sembra invece più maschile. Dignitosissima, come un'imperatrice, indossa occhiali da vista.
Sayaka Kouno (河野 さやか?, Kōno Sayaka)
Doppiatrice giapponese: Chieko Higuchi
Figlia degli zii di Toru che, dopo esser stato adottato diviene suo fratellastro maggiore oltre che cugino. È innamorata di Toru e rimane irremovibile nell'idea (al limite della psicosi) che un giorno si sposeranno, andando in questo anche contro la stessa volontà di Toru se necessario, ché i suoi sentimenti per lei non si sono mai evoluti oltre a quelli d'un semplice affetto fraterno. La sua ossessione già una volta ha procurato dei guai ad una precedente fidanzata (diventa aggressiva ogni qual vola qualche ragazza gli si avvicina), avendo fatto di tutto per farla cacciar via: l'aveva spinta giù da una rampa di scale del ponte pedonale! La sua fragile presa sulla realtà viene ulteriormente sconvolta quando Yuu afferma che lui e Toru sono amanti e che, proprio per questo motivo, non è affatto interessato ad aver altre ragazze, tanto meno lei. Notizia questa che finisce per ferirla profondamente, percependola quasi come un affronto personale (nel manga Sayaka incontrerà nuovam i 2 quando sono a fare shopping assieme; lei si scuserà per la sua reazione negativa avuta dichiarando poi che solo Yuu è degno di star a fianco del cugino e che avrebbe fatto meglio a sbrigarsi e a farne quanto prima il suo sposo)
Shinnmosuke Shihoudani (四方谷 慎之介?, Shihōdani Shin'nosuke)
Doppiatore giapponese: Sayaka Aoki
Il fratellastro piccolo di Yuujiro. Appare nel 9º episodio della serie animata, quando viene assieme ai genitori per veder suo fratello alla festa annuale della scuola. Egli tende ad esser molto timido e in un primo momento è particolarmente restio a parlar con Yuujiro.
Alla fine afferma allegramente che vuol vedere Yuu a casa più spesso, così da poterne sposar la sorella (Yuujiro nel suo costume da Princess)
Ryusaki (リュ先?)
Doppiatore giapponese: Daiki Nakamura
Appare solo nell'anime. Nuovo direttore del consiglio d'amministrazione che si occupa della scuola; ne assunse il ruolo dopo che suo padre si ritirò per sopraggiunti limiti d'età. In un primo momento egli si ritrova a disapprovar recisamente il sistema Princess e cerca anzi d'abolirlo.
Toui C. Mitaka (御鷹・C・統威?, Mitaka C. Toui)
Appare solo nel manga. È un ragazzo trasferitosi temporaneamente per studio all'estero. Al suo ritorno al Fujimori viene a saper delle elezioni che si stan per svolger per il consiglio studentesco e decide di concorrervi partecipando come avversario di Akira. In un primo momento i trova ad aver un'opinione davvero molto bassa di lui, lo vede come un tipo noioso e in definitiva come non degno d'esser suo avversario; cosa questa che porta Yuujiro e Toru a provar subito una forte antipatia nei suoi confronti. Ma qualcosa accadrà.

### Princess Princess +
Takahiro Tasadu (糺 孝弘?, Tadasu Takahiro)Tsuji-senpai
Responsabile del dormitorio degli studenti. È lui che determina per primo quali siano i più adatti ad esser candidati al ruolo di Princess. È membro del club di Basket.
Kiriya Matsuoka (松岡 桐也?, Matsuoka Kiriya)
È una delle nuove principesse scelte da Toru. Ha perso i suoi genitori e ora vive con il fratello maggiore e la sorella minore.

## Episodi dell'anime
| Nº | Titolo italiano (tradotto) Giapponese 「Kanji」 - Rōmaji | In onda        | In onda |
| Nº | Titolo italiano (tradotto) Giapponese 「Kanji」 - Rōmaji | Giapponese     |         |
| 1  | Le principesse della scuola superiore maschile 「男子校のプリンセス」 - Danshikō no Princess | 5 aprile 2006  |         |
| 1  | Poco dopo essersi trasferito in una nuova scuola esclusivamente maschile, Tooru vien nominato quale candidato al ruolo di principessa. |                |         |
| 2  | È nata una principessa 「姫誕生」 - Hime Tanjō | 12 aprile 2006 |         |
| 2  | Toru accetta il ruolo che gli viene assegnato, quello cioè d'esser una Princess, e Yuujiro e Mikoto gli danno qualche consiglio iniziale per poter assolver al meglio il suo compito. |                |         |
| 3  | Il primo lavoro, la principessa cheerleader 「初仕事、姫様応援団」 - Hatsu Shigoto, Hime-sama Ouendan | 19 aprile 2006 |         |
| 3  | Le tre principesse debbon tifare per le squadre sportive, contribuendo così a dar coraggio e spinta agonistica ai partecipanti; ma Mikoto risulta esser introvabile. Se non tifano assieme alle manifestazioni, i loro benefit verranno eliminati, mandando così in fumo tutto i vantaggi speciali acquisiti col ruolo di Princess                                           |                |         |
| 4  | Il passato di Yūjirō 「裕史郎の過去」 - Yūjirō no kako | 26 aprile 2006 |         |
| 4  | Son giunte le vacanze estive e Yuujiro e Toru nei dormitori iniziano a parlar delle storie delle loro vite, e di come Mikoto passi tutto il tempo libero, ovvero assieme alla sua ragazza Megumi. Ma perché Yuujiro non torna a casa per le vacanze? |                |         |
| 5  | La principessa è presa di mira 「狙われた姫」 - Nerawareta Hime | 3 maggio 2006  |         |
| 5  | Anche e è estate, le principesse debbon ancora fare il tifo per le squadre sportive e per i club impegnati nelle varie competizioni contro quelli delle altre scuole. Toru si trova ad aver l'inquietante sensazione che le principesse siano costantemente osservate e seguite.                                                                                             |                |         |
| 6  | Il segreto della famiglia Sakamoto 「坂本家のヒミツ」 - Sakamoto ke no himitsu | 10 maggio 2006 |         |
| 6  | Toru e Yuujiro sono invitati a casa di Akira per conoscere e salutar la sua famiglia |                |         |
| 7  | Concerto con il coro "Sudore e Lacrime" 「汗と涙の合唱コンクール」 - Ase to Namida no Gasshō CONCOURS | 17 maggio 2006 |         |
| 7  | Le principesse debbon preparar una canzone quale brano d'apertura del gruppo corale, ed inframmezzarlo con un balletto, ma c'è un piccolo problema: Mikoto non può cantare, difatti è stonato come una campana. Durante le prove Toru incontra la cugina venuta a trovarlo (è scappata di casa apposta) che lo vuole far tornare indietro insieme a lei per poterlo sposare. |                |         |
| 8  | L'esistenza delle principesse è in pericolo? 「姫存続の危機!?」 - Hime Sonzoku no Kiki!? | 24 maggio 2006 |         |
| 8  | il nuovo direttore del consiglio d'amministrazione che si occupa della scuola viene a visitar per la prima volta l'istituto, dopo aver ereditato la carica da suo padre. Rimane scioccato nello scoprir in cosa consiste il sistema delle principesse: sconvolto dal fatto, egli cerca in tutti i modi di abolir questa tradizione.                                          |                |         |
| 9  | Inizia il festival della scuola! 「学園祭開始！」 - Gakuensai Kaishi! | 31 maggio 2006 |         |
| 9  | Il festival culturale scolastico ha finalmente inizio e le principesse si trovano ancora una volta in fervida attività. Durante i festeggiamenti la famiglia di Yuujiro lo viene a trovare, ed il suo fratellino si perde in mezzo alla folla. |                |         |
| 10 | Il tempo degli innamorati 「恋人たちの時間」 - Koibito-tachi no Jikan | 7 giugno 2006  |         |
| 10 | La fidanzata di Mikoto, Megumi, assieme alla sorella maggiore del ragazzo, Makoto, van a fargli visita a scuola durante il festival culturale: ma non tutto si svolge esattamente come previsto. |                |         |
| 11 | Sopravvivenza 「秘められた過去」 - Himerareta Kako | 14 giugno 2006 |         |
| 11 | Col termine del festival annuale, tutto dovrebbe tornar per le principesse alla normalità: ma certi fatti strani iniziano ad accader a Yuujiro. |                |         |
| 12 | La strada che una principessa sceglie 「姫の選ぶ道」 - Hime no Erabu Michi | 21 giugno 2006 |         |
| 12 | La cugina di Toru, Sayaka, viene a conoscenza del sistema delle principesse e del ruolo che Toru ha al suo interno. Toru dovrà decidere se lasciar la scuola e tornar a casa oppure rimanere. Alla fine decide di rimanere. |                |         |

## Dorama: Cast
- Kamakari Kenta è Mikoto Yutaka:
- Rei Fujita è Yuujirou Shihoudani:
- Takeru Sato è Tooru Kouno:
- Takumi Saitō è Shuuya Arisada:
- Osamu Adachi è Akira Sakamoto:
- Yuichi Nakamura è Otoya Hanazomo:
- Kento Shibuya è Kurou Minamoto:
- Kazuma è Ranta Mori:
- Hideo Ishiguro è Haruka Kujouin:
- Shota Minami è Masayuki Koshino:
- Haruhiko Sato è Wataru Harue:
- Hiroshi Yoshihara è Takahiro Tasadu:
- Kohei Yamamoto è Kaoru Nadashou: